# Bogangolo
Bogangolo ist eine Stadt in der Präfektur Ombella-Mpoko im südlichen Zentrum der Zentralafrikanischen Republik. Bogangolo ist die Hauptstadt der gleichnamigen Unterpräfektur.

## Lage und Verkehr
Bogangolo liegt auf einer Höhe von etwa 585 m in einer Entfernung von etwa 170 Kilometern nördlich der Hauptstadt Bangui an der Route Nationale 4, die vom etwa 100 Kilometer südöstlich gelegenen Damara in Richtung Norden bis nach Moyenne Sido an der Grenze zum Tschad führt. Die RN 4 ist nicht asphaltiert und kann in der Regenzeit nicht von Lastkraftwagen befahren werden, was den Handel über einen großen Teil des Jahres stark einschränkt.
Östlich von Bogangolo entspringen die Fafa und der Tomi.

## Bevölkerung und Lebensumstände
Die gesamte Unterpräfektur Bogangolo, zu der auch zahlreiche kleinere Dörfer gehören, hat eine Einwohnerzahl von etwa 11.000 Einwohnern (Schätzung 2018). Etwa ein Drittel der Bevölkerung der Unterpräfektur spricht Ngbaka-Manza.
Die Mehrheit der Bevölkerung lebt von der Landwirtschaft, vor allem vom Anbau von Maniok, Erdnüssen, Kürbissen, Sesam, Mais und Reis, aber auch von Tierhaltung, da vor allem Kleinvieh, Ziegen und Schafe.
Nach einem Bericht von 2015 litt die Bevölkerung von Bogangolo unter schlechtem Zugang zu Trinkwasser durch die geringe Zahl von sicheren Wasserstellen. In der Trockenzeit mussten viele Frauen 5 Kilometer und mehr zurücklegen, um an Wasser zu kommen. Humanitäre Hilfe gab es zu der Zeit wegen der schlechten Sicherheitssituation nicht.

## Einrichtungen
In Bogangolo gibt es eine Krankenstation, die für die medizinische Versorgung in der Region zuständig ist. Es gibt eine Geburtsstation sowie die Möglichkeit für kleinere chirurgische Eingriffe, jedoch gibt es weder einen Krankenwagen noch ausreichend geschultes Personal.
Es gibt eine Grundschule, jedoch kein eigenes Gebäude für die weiterführende Schule und keines für die lokale Verwaltung. Es herrscht Lehrermangel.

## Bürgerkrieg
Im Bürgerkrieg in der Zentralafrikanischen Republik, der 2012 begann, kam es auch in Bogangolo zu Kämpfen. Im Dezember 2020 kam es zu schweren Kämpfen zwischen der Rebellenkoalition Coalition des patriotes pour le changement (CPC) und dem Militär des Landes, unterstützt von einem nepalesischen Kontingent der UN-Mission MINUSCA, obwohl die CPC einen Waffenstillstand angekündigt hatte. Im Jahr 2023 war die Sicherheit wieder hergestellt.